# Râul Printre Câmpuri
Râul Printre Câmpuri este un curs de apă, afluent al râului Bârlui. 